# 富宁沿阶草
富宁沿阶草（学名：Ophiopogon fooningensis）为百合科沿阶草属下的一个种。

## 扩展阅读
- 維基物種上的相關：富宁沿阶草